# Danielle Palardy Roger
Danielle Palardy Roger (née en 1949) est une compositrice, percussionniste et improvisatrice québécoise. Active depuis la fin des années 1970 dans le milieu de la musique actuelle montréalaise, Danielle Palardy Roger a exploré et élargi les frontières de la musique de création. Elle est cofondatrice des légendaires groupes Wondeur Brass, Les Poules et Ensemble SuperMusiquelle est cofondatrice des légendaires groupes Wondeur Brass, Les Poules et de l'ensemble SuperMusique avec Diane Labrosse  et Joane Hétu.
Compositrice prolifique, elle a composé entre autres pour l’Ensemble contemporain de Montréal, la chorale JOKER, Totem Contemporain, le chœur VivaVoce, le GGRIL de Rimouski. Elle est aussi compositrice de la Symphonie portuaire de 2001. 
Depuis quarante ans, son influence et son rayonnement ont grandement favorisé la reconnaissance de la musique improvisée et bruitiste parmi les musiques nouvelles. Danielle Palardy Roger a été présidente du Groupe Le Vivier de 2007 à 2014.  Elle est directrice artistique de l'ensemble SuperMusique avec Joane Hétu.

## Sélection d'œuvres
- Le fil d'Ariane, (2022)[6]
- Les voix intérieures, (2018)[7]
- Cannibale, (2018)[3]
- TanGRAM, (2016)[8]
- Acouphène en partage, (2012) [9]
- Fables de La Breuvoir, (2012)[1]
- Bruiducœur, prière des infidèles, oratorio, (2002)[3]
- La Grande entente ou Entendre comme dans s’entendre, Symphonie portuaire, (2001)[4]
- L'Oreille enflée, conte musical, (1993)[3]

## Discographie
Danielle Palardy Roger apparaît sur une quarantaine de disques soit comme improvisatrice et percussionniste ou encore comme compositrice dont une vingtaine de disques sur l’étiquette Ambiances Magnétiques.

## Récompenses
- 2015-2016  Prix Opus, Direction artistique de l’année, avec Joane Hétu – Productions SuperMusique – 36e saison[5]
- 2024 Prix Opus, Le fils d'Ariane, Création de l'année[11]